# マッケンジー・カレッジ (テネシー州)
マッケンジー・カレッジ (McKenzie College) は、かつてアメリカ合衆国テネシー州チャタヌーガにあったカレッジ（大学）。1885年にエイジー・リーヴィット・アンド・リーヴィット・ビジネス・スクール (Agey, Leavitt and Leavitt Business School) として創設された。この学校は、1890年にJ・A・ワイリーとE・L・ワイリー (J.A. and E.L. Wiley) に売却され、ワイリーズ・マウンテン・シティ・ビジネス・カレッジ (Wiley's Mountain City Business College) と改称した。1923年には、ロイ・E・マッケンジーとH・フランク・マッケンジー (Roy E. and H. Frank McKenzie) が学校を買収し、1930年には校名がマッケンジー・カレッジとなった。
この学校は1992年に閉校となった。